# Baby Don't Cry
Baby Don't Cry is een nummer van de Australische rockband INXS uit 1992. Het is de tweede single van hun achtste studioalbum Welcome to Wherever You Are.
Het nummer werd geschreven door INXS-toetsenist Andrew Farriss. Het gaat over zijn jongste dochtertje Grace, en over hoe erg Farriss haar miste tijdens het toeren. Het nummer werd een klein hitje in Oceanië, het Verenigd Koninkrijk en het Nederlandse taalgebied. In Australië, INXS' thuisland, haalde het een bescheiden 30e positie, net als in de Vlaamse Radio 2 Top 30. In Nederland haalde het nummer de 3e positie in de Tipparade.